# Cleoporus dalatensis
Cleoporus dalatensis es un coleóptero de la familia Chrysomelidae.
Fue descrita científicamente en 1998 por Medvedev.